# Pravda (groupe)
Pour les articles homonymes, voir Pravda (homonymie).
Pravda est un groupe d'électro punk français, originaire de Paris. Le duo fait parler de lui auprès des amateurs de rock brut et d'électro minimale, privilégiant un style de musique simple et direct. Leur nom vient du russe Правда qui signifie Vérité. Il fait aussi référence au célèbre journal du PC de 1918 à 1991.

## Biographie

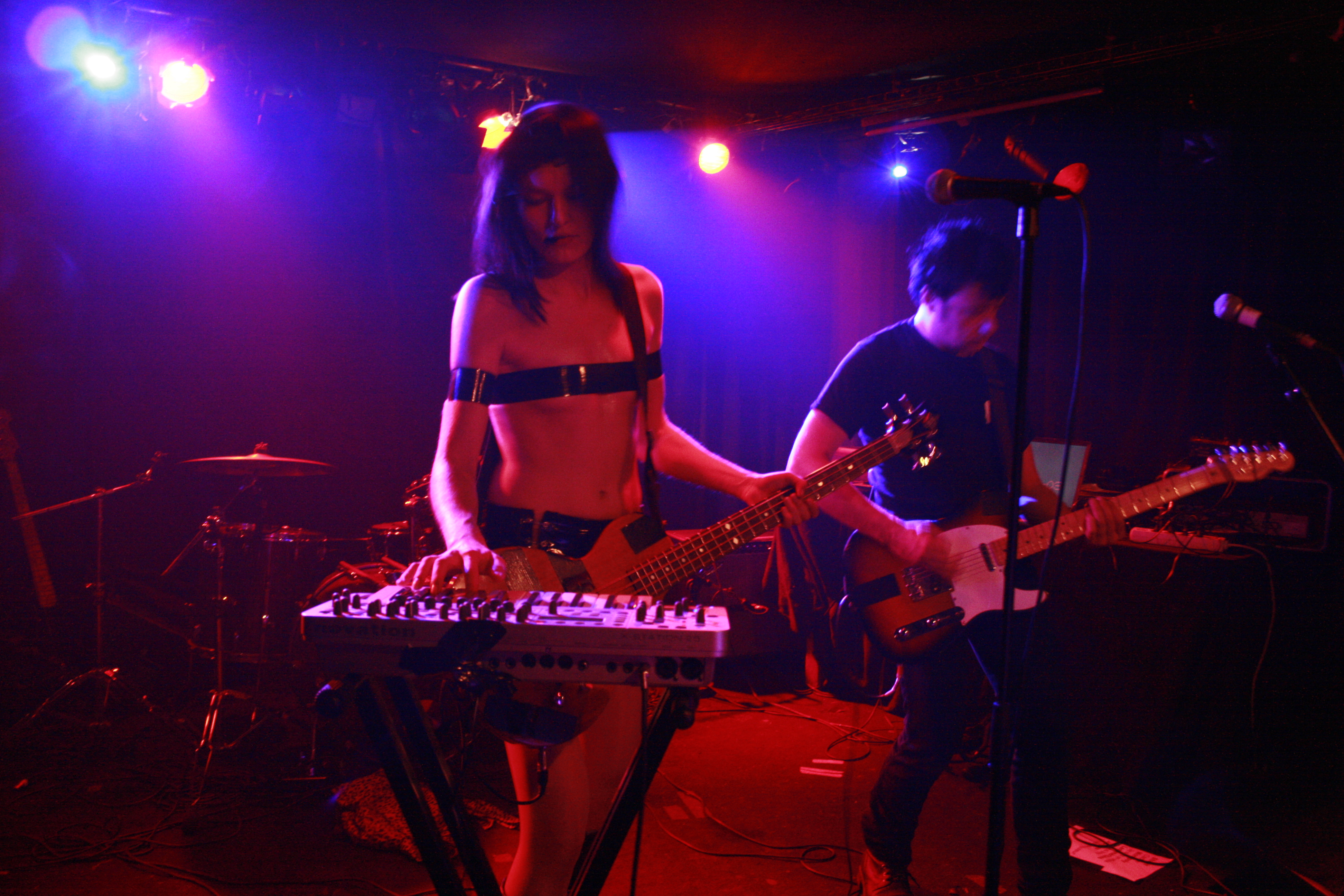
Pravda en concert à Glaz'Art.

Les origines du groupe sont retracées durant l'été 2002, à la rencontre de Mac, musicien au style très affirmé, et Sue (Suzanne Combaud), étudiante de Sciences Po à Paris,. Tous les deux s'accorderont sur le rejet de la « musique de supermarché ». Sue commence par l’apprentissage de la basse, qui vient compléter sa formation de piano classique. L'année suivante, en 2003, ils décident de former Pravda. Leur nom vient du russe Правда qui signifie « Vérité ». Il fait aussi référence au célèbre journal du PC de 1918 à 1991. Le groupe est influencé par des groupes d'horizons aussi divers que The Stranglers, AC/DC, Trust, Police ou autres représentants de la new wave. Le duo débute en faisant des reprises de Buzzcocks, et enregistrent ensuite de la musique « qui donne envie de headbanger, quelque chose de direct et de fun ». À leurs débuts également, ils jouent pour deux premières parties de Placebo, grâce à leur rencontre avec Christophe Davy, le patron de Radical Productions,. Ils feront aussi les premières parties de groupes comme Déportivo, Robots in Disguise, The Go! Team, The Kills, The Bravery, et Indochine.
Leur premier EP aux formats CD et vinyle, intitulé Tu es à l'ouest, est publié en novembre 2005 sur le label Le Chinois ; il s'écoule rapidement à 1 000 exemplaires en réseau Fnac et indépendant. Leur premier album studio, À l'ouest, est publié en mars 2007. Il se caractérise par des éléments électro-trash et minimalistes. Sue quitte ensuite le groupe la même année. En 2008, ils publient un deuxième album studio, intitulé Body Addict. 
En 2009, Mac relance le groupe, rebaptisé « Pravda 2.0 », avec la nouvelle chanteuse NIN4 (l'ancienne vedette du X Nina Roberts). Concernant la rencontre entre Mac et Nina, cette dernière explique : « Il m'a envoyé un message sur Myspace, m'a demandé si j'avais déjà joué d'un instrument de musique. Je lui ai dit : « J'ai un groupe de punk/garage/underground donc écoute le lien et si tu n'as pas peur, rappelles moi! » Il a aimé ! Ensuite on s'est rencontré, il est venu à la maison un soir et on s'est bien entendu. J'ai bossé pendant des années à Londres et Mac transporte un morceau de l'Angleterre, il a un côté londonien que j'aime bien, je me suis dit qu'il était cool... Le courant est bien passé et j'ai accepté de commencer l'aventure avec lui... Il fallait me former parce que je chantais mal... Il a été très patient et m'a tout appris sur le tas. J'ai accepté de relever le défi. » Le groupe sort aussi un clip en 3D intitulé Pravda Soyuz

## Style musical
Le groupe se définit comme un bedroom rock band par analogie avec les groupes de garage rock. Le duo débute en faisant des reprises de Buzzcocks et se sont ensuite attelés à faire de la musique « qui donne envie de headbanger, quelque chose de direct et de fun ». Ils ont fait les premières parties de groupes comme Déportivo, Robots in Disguise, The Go! Team, The Kills, The Bravery, Placebo, Indochine, etc.

## Discographie

### Albums studio
- 2007 : À l'ouest
- 2008 : Body Addict

### EP
- 2004 : Domptages 02 (45T - reprises des Buzzcocks - en split avec Perverse Teens)
- 2005 : Démystification
- 2005 : Tu es à l'ouest / Body Addict (split avec Kwartz)
- 2006 : Work in Progress
- 2006 : Pravda Covers